# TAFLIR

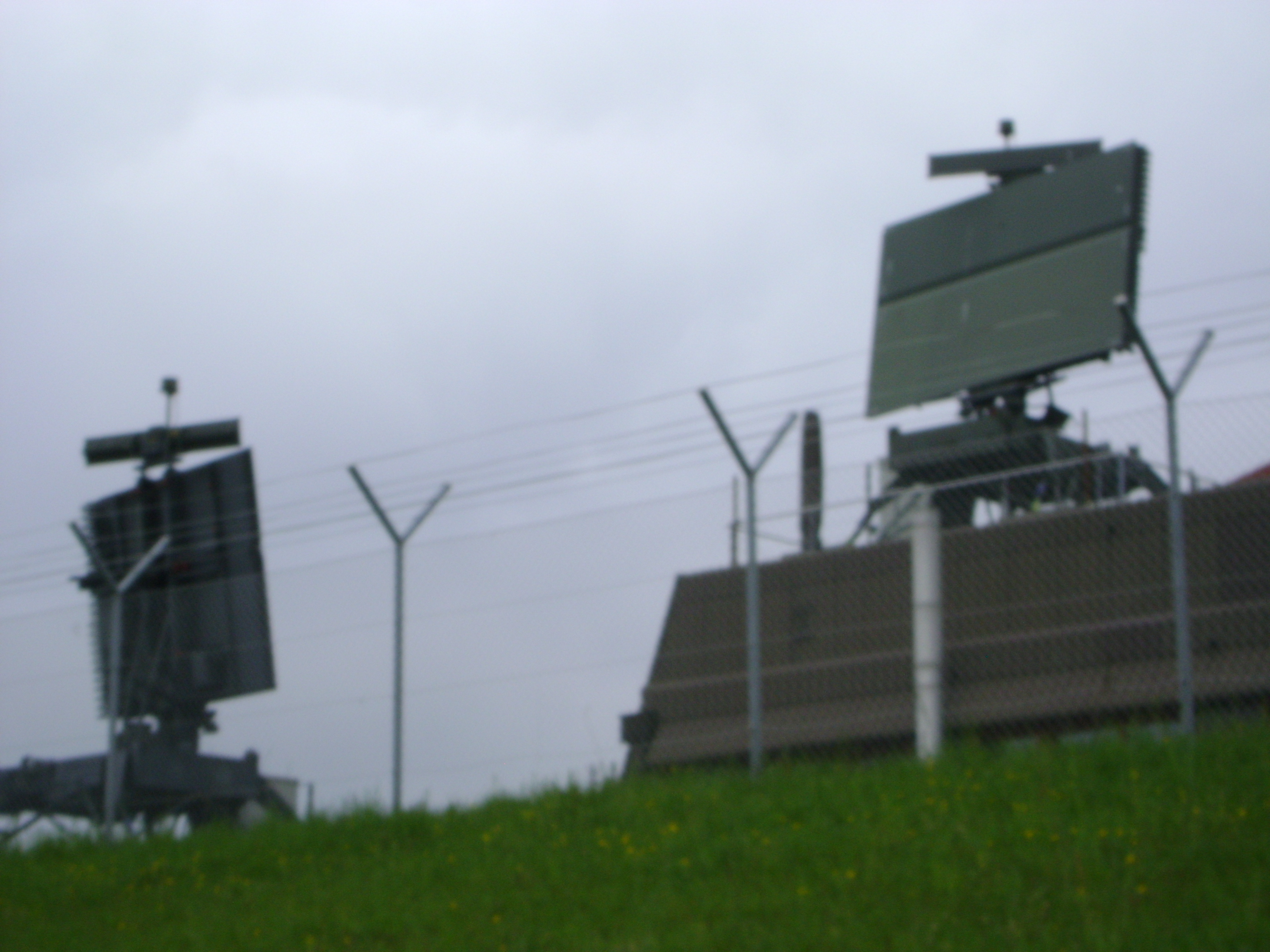
Ein TAFLIR-System auf dem Langzeitstandort Wangener Berg, daneben ein zweites TAFLIR-System, das für einen ebenfalls längeren Gebrauch vom LKW unabhängig aufgebaut wurde

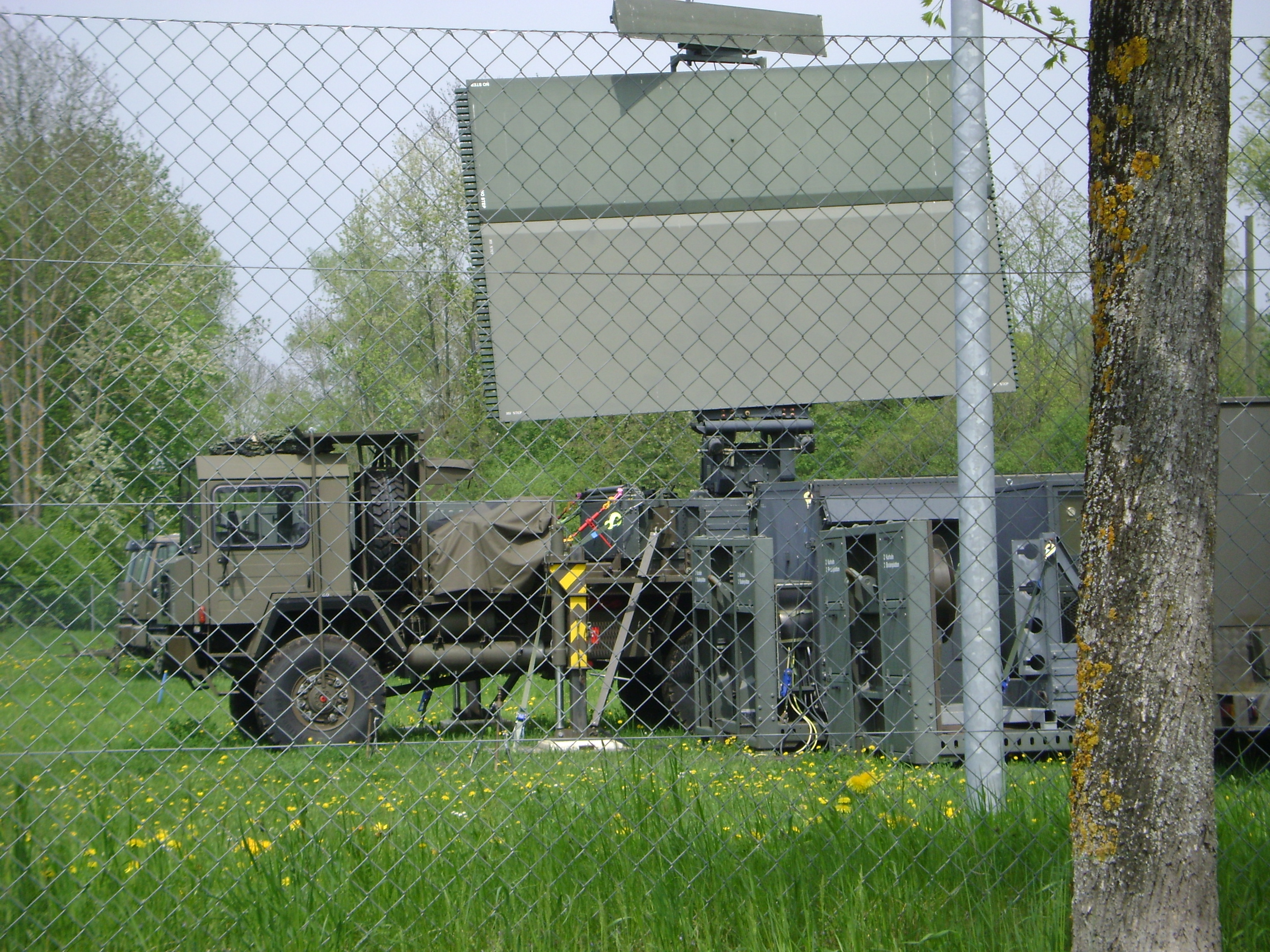
Ein TAFLIR betriebsbereit auf Saurer 10DM, neben dem Militärflugplatz Dübendorf

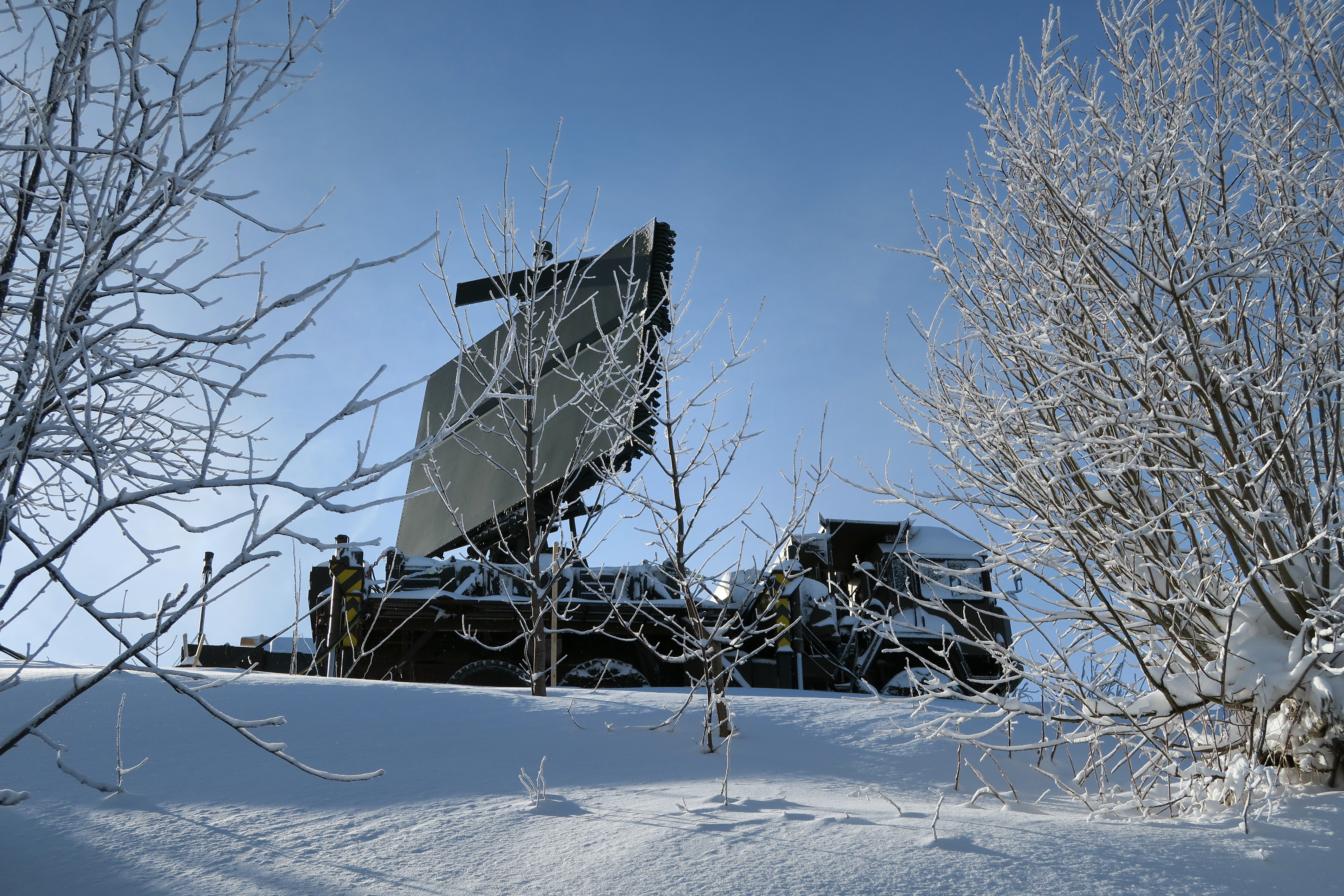
TAFLIR im Einsatz beim Weltwirtschaftsforum Davos (2015)

TAFLIR ist die Kurzbezeichnung für das „taktische Fliegerradar 87“ der Schweizer Armee. Das TAFLIR dient zur Unterstützung der Luftraumüberwachung.

## Beschaffung
Aufgrund der Topographie der Schweiz bestehen Radarschatten, in welche die auf den Bergen fest installierten Radaranlagen nicht „hineinsehen“ können. Deshalb wurden 1985 fünf mobile Radarsysteme zu einem Gesamtpreis von 254 Millionen Franken zur Verbesserung des Gesamtluftlagebildes der Schweiz beschafft und ersetzten den Zielzuweisungsradar TPS-1E, der in 24 Stück in Gebrauch war.

## Technik
Das TAFLIR ist eine für Schweizer Anforderungen veränderte Version des AN/TPS-70 Radar des Unternehmens Westinghouse (jetzt: Northrop-Grumman). Es verwendet eine Phased-Array-Antenne als Primärradar, welche eine Ausstrahlung von Nebenkeulen um mehr als 50 % verringert und somit die Verwundbarkeit durch Antiradarraketen vermindert und ein Sekundärradar.
Das Radar nutzt eine phasencodierte Pulskompression, um Genauigkeit und Auflösungsvermögen in der Entfernung zu verbessern. Als aktive Schutzmassnahme gegen elektronische Gegenmassnahmen kann die Sendefrequenz von Impuls zu Impuls geändert werden.
Herzstück des TAFLIR ist die auf einem LKW montierte drehbare Antenne. Dazu kommen verschiedene Container mit Radarelektronik, Operationsterminals und Kühleinrichtungen. Dank auf Fahrzeugen transportierbaren Wechselbehältern kann das TAFLIR innert Stunden seinen Standort wechseln. Die Radardaten des TAFLIR werden direkt in das FLORAKO-System eingespeist.
| Technische Daten AN/TPS-70 (modifiziert) | Technische Daten AN/TPS-70 (modifiziert) |
| ---------------------------------------- | ---------------------------------------- |
| Frequenzbereich                          | 2,9–3,1 GHz (S-Band)                     |
| Pulswiederholzeit                        | klassifiziert                            |
| Pulswiederholfrequenz                    | 235–275 Hz                               |
| Sendezeit (PW)                           | 6,8±0,25 µs                              |
| Empfangszeit                             | klassifiziert                            |
| Totzeit                                  | klassifiziert                            |
| Pulsleistung                             | 2,8 MW                                   |
| Durchschnittsleistung                    | 4,7 kW                                   |
| angezeigte Entfernung                    | 110 km                                   |
| Entfernungsauflösung                     | 30/200 m                                 |
| Öffnungswinkel                           | 1,1°                                     |
| Trefferzahl                              | klassifiziert                            |
| Antennenumlaufzeit                       | Normal: 6s (10/min) Schnell: 3s (20/min) |

## Einsatz
In Friedenszeiten ist je ein System in der Nähe der Militärflugplätze stationiert, um die Darstellung der Luftlage zu verbessern. Ansonsten sind die Systeme in NEMP-geschützten Kavernen eingelagert.
Das TAFLIR-System ist auf Strassen (früher auch zusätzlich auf Schienen) transportierbar und innert weniger Stunden einsatzbereit.
Das TAFLIR-System kommt zum Einsatz, wenn die Darstellung der Gesamtluftlage lokal verbessert werden soll, z. B. im Rahmen des Weltwirtschaftsforums. Zum Betrieb eines Systems wird eine Mobile LW Radar Kompanie benötigt. Sämtliche Kompanien sind der Mobilen Luftwaffen Radar Abteilung 2 unterstellt. Diese ist Teil der LW AT Brigade.
Inwieweit ein solches System in einem Kriegseinsatz, in dem die ersten Angriffswellen gegen ebensolche Einrichtungen gerichtet sind (vgl. beispielsweise Golfkrieg), überlebensfähig ist, sei dahingestellt. In Friedens-Einsätzen leistet TAFLIR jedoch gute Dienste, z. B. beim Einsatz während der „WEF-Unterstützungs-Mission“.
Als vergleichbares System kann das österreichische Tieffliegererfassungsradar (TER) angesehen werden.